# پژودکووو
پژودکووو (به لهستانی:  Przodkowo) یک روستا در لهستان است که در گمینا پژودکووو واقع شده‌است. پژودکووو ۱٬۲۸۶ نفر جمعیت دارد.